# آکیتو ناکاتسوکا
آکیتو ناکاتسوکا (انگلیسی: Akito Nakatsuka؛ زادهٔ) آهنگساز اهل ژاپن است. وی از سال ۱۹۸۴ میلادی تاکنون مشغول فعالیت بوده‌است.